# Tour de France 2006/Prolog
Der Prolog der Tour de France 2006, der am 1. Juli in der Straßburger Innenstadt stattfand, endete mit einer Überraschung. Der Norweger Thor Hushovd, eigentlich ein Sprintspezialist, setzte sich auf der 7,1 km langen Strecke knapp vor dem ehemaligen Armstrong-Edelhelfer George Hincapie durch.
Gleich zu Beginn hatte der Deutsche Bert Grabsch eine Bestzeit vorgelegt, die jedoch wenig später von seinem Landsmann Sebastian Lang, dem amtierenden deutschen Zeitfahrmeister, unterboten wurde. Diese Bestzeit hatte über eine Stunde lang Bestand, bis sie von Hushovd unterboten wurde. Auch David Zabriskie und Hincapie waren am Ende schneller als Lang. Die im Vorfeld als Mitfavoriten auf den Tagessieg gehandelten Michael Rogers und Levi Leipheimer konnten die Erwartungen nicht erfüllen. David Millar, der sein erstes Rennen nach seiner zweijährigen Dopingstrafe fuhr, enttäuschte ebenso.
Zu einer kuriosen Szene kam es, als Floyd Landis, ein weiterer ehemaliger Edelhelfer Armstrongs, sich kurz vor dem Start dazu entschied, eines seiner Laufräder aufgrund eines Schnitts zu wechseln und dadurch mehrere Sekunden zu spät losfuhr.

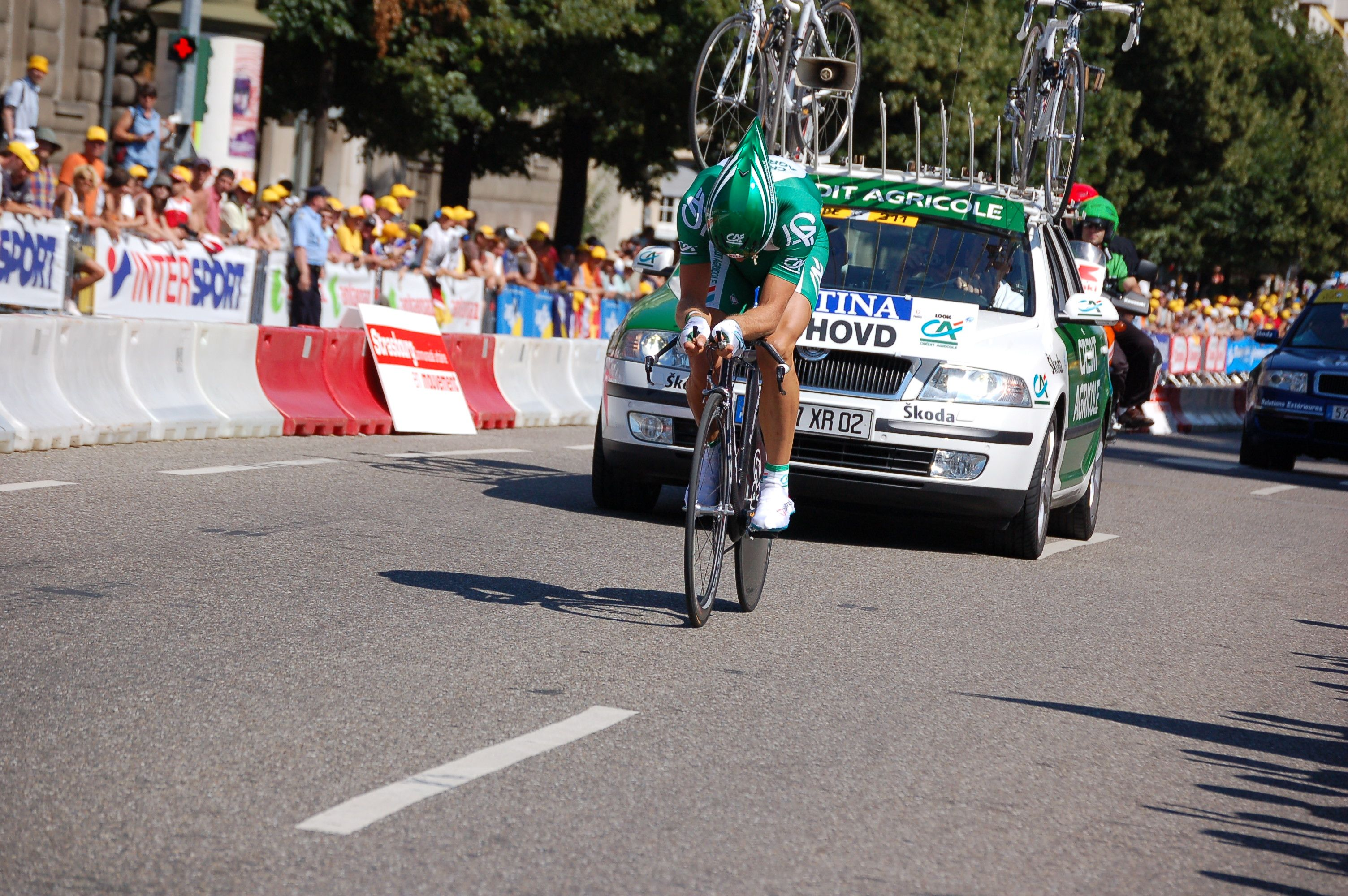
Der Sieger des Prolog 2006: Thor Hushovd vor dem letzten Kilometer

## Zwischenstände
1. Zwischenzeitmesspunkt am Quai des Belges (3,7 km)
| Erster   | Alejandro Valverde | 4:04 min   |
| Zweiter  | Thor Hushovd       | + 0:00 min |
| Dritter  | David Zabriskie    | + 0:01 min |
| Vierter  | George Hincapie    | + 0:01 min |
| Fünfter  | Joost Posthuma     | + 0:02 min |
| Sechster | Paolo Savoldelli   | + 0:02 min |
| Siebter  | Stuart O’Grady     | + 0:03 min |
| Achter   | Manuel Quinziato   | + 0:03 min |
| Neunter  | Tom Boonen         | + 0:03 min |
| Zehnter  | Sebastian Lang     | + 0:04 min |

- Siehe auch: Fahrerfeld